# Пиямавади
Пиямавади (5 марта 1838, Бангкок — 3 апреля 1904, Бангкок) — королева-консорт Сиама (Таиланда), одна из нескольких (одновременно) жён короля Монгкута (Рамы IV; правил в 1851—1868).
Родилась во влиятельной семье китайского происхождения, её отцом был приближённый короля Монгкута, скончавшийся в первый год его правления. Не являлась старшей женой короля, однако её детям довелось сыграть важную роль в истории Сиама. 
Всего у Пиямавади и Монгкута родилось шесть общих детей (при том что всех детей от разных жён у короля было несколько десятков):
- Принц Унакан (1856—1873), 29-й по счёту ребёнок короля Монгкута и их первый с Пиямавади общий ребёнок, скончался в возрасте 17 лет.
- Принц Деван (1858—1923) — министр иностранных дел и премьер-министр.
- Королева Сунандха (1860—1880) — супруга своего единокровного (по отцу) брата Чулалонгкорна (Рамы V; правил в 1868—1910).
- Королева Саванг (1862—1955) — также супруга короля Чулалонгкорна (Рамы V)
- Королева Саовабха (1864—1919)  — также супруга короля Чулалонгкорна (Рамы V) и мать двух следующих таиландских королей: Вачиравуда  (Рамы VI; правил в 1910—1925 и Прачадипока (Рамы VII; правил в 1925—1935)
- Принц Свасти Собхон (1865—1935) — влиятельный сиамский государственный деятель, кавалер российского ордена Андрея Первозванного.